# Где је Нађа?
Где је Нађа? је српски филм из 2013. године, урађен као заједнички пројекат осам младих редитеља са Факултета драмских уметности у Београду; Арон Секељ, Рашко Милатовић, Милош Миловановић, Немања Војиновић, Петар Ристовски, Теа Лукач, Марко Ђорђевић и Лука Попадић. Сценарио за овај филм потписује Коста Пешевски. 
Филм је своју премијеру имао 18. јула 2013. године на Филмском фестивалу на Палићу у оквиру програма "Млади дух Европе".

## Радња
Нађа, осамнаестогодишња девојка, нестала је без трага не дајући претходно никакву најаву да би то могла урадити. Њен отац, Светозар, креће у потрагу за њом, без претпоставке где би могао да је пронађе. У тој потрази он открива свет у којем његова ћерка проводи време, за који он сам није имао појма да постоји, као и наличје одрастања у великом граду.

## Улоге
| Глумац                | Улога             |
| --------------------- | ----------------- |
| Светозар Цветковић    | Светозар          |
| Исидора Симијоновић   | Сандра            |
| Аница Добра           | Милена            |
| Стефан Вукић          | Владимир          |
| Димитрије Аранђеловић | Бане              |
| Анита Манчић          | Селена            |
| Александар Алач       | Инспектор         |
| Гордана Пауновић      | Ксенија           |
| Бојан Жировић         | Андреј            |
| Марија Бергам         | Ана               |
| Невена Ристић         | Девојка код моста |